# Andrew Bowie (Philosoph)
Andrew S. Bowie (geboren 1. Mai 1952) ist Professor für Philosophie und Deutsch an der Royal Holloway, University of London und Gründungsdirektor des Humanities and Arts Research Centre (HARC).
Er hat sich für ein besseres Verständnis der deutschen Philosophie in der anglophonen analytischen Tradition eingesetzt – einschließlich der Werke von Johann Georg Hamann, Johann Gottfried von Herder, Immanuel Kant, Johann Gottlieb Fichte, Georg Wilhelm Friedrich Hegel, Novalis (Friedrich von Hardenberg), Friedrich Wilhelm Joseph Schelling, Karl Wilhelm Friedrich Schlegel, Karl Marx, Friedrich Nietzsche, Walter Benjamin, Martin Heidegger, Hans-Georg Gadamer, Theodor W. Adorno, Jürgen Habermas, Albrecht Wellmer and Manfred Frank.
Frank und Habermas haben sich lobend über seine Arbeit auf diesem Gebiet geäußert – Habermas nannte seine Arbeit „meisterhaft“ und Frank bezeichnete ihn als „außergewöhnlichen Gelehrten“, dessen Werk „die kenntnisreichste Darstellung der Geschichte des deutschen Beitrags zur sogenannten kontinentalen Philosophie in englischer Sprache“ darstellt. Der Philosoph Charles Taylor hat sein Werk über Musik als „ausgezeichnet und dicht argumentiert“ bezeichnet.
Er hat die Werke von Friedrich Wilhelm Joseph Schelling und Friedrich Schleiermacher ins Englische übersetzt. In jüngster Zeit hat er sich mit Musik und Philosophie, und mit Adorno über das Wesen der Philosophie beschäftigt. Neben seiner philosophischen Arbeit über Musik ist er ein begeisterter Jazz-Saxophonist und hat mit führenden zeitgenössischen Jazzmusikern wie
Al Casey and Humphrey Lyttelton gespielt.
Er promovierte über „History and the Novel“ (1980) an der University of East Anglia, wo er von dem renommierten deutschen Schriftsteller und Gelehrten W. G. Sebald unterrichtet wurde (der später Bowies Arbeit über Alexander Kluge in seinem Campo Santo zitierte). Er studierte deutsche Philosophie an der Freien Universität Berlin. Bis 1999 war er Professor für Philosophie an der Anglia Ruskin University. Außerdem war er Alexander von Humboldt-Forschungsstipendiat am Fachbereich Philosophie der Universität Tübingen. Er ist Mitglied des Beirats des Institute of Philosophy, University of London.
Sein älterer Bruder, Angus, ist Altphilologe.

## Bibliografie
- Schelling and Modern European Philosophy: An Introduction (1993)
- From Romanticism to Critical Theory (1997)
- Schleiermacher: 'Hermeneutics and Criticism' and Other Writings (ed) (1998)
- Aesthetics and Subjectivity: From Kant to Nietzsche (2nd edition, 2003)
- Introduction to German Philosophy: From Kant to Habermas (2003)
- Music, Philosophy, and Modernity (2009)
- Philosophical Variations: Music as ‘philosophical Language’ (2010)
- German Philosophy: A Very Short Introduction (2010)
- Adorno and the Ends of Philosophy (2013)
- Aesthetic Dimensions of Modern Philosophy (2022)
- Theodor W. Adorno: A Very Short Introduction (2022)